# Grattacielo L'Edera
Il Grattacielo Edera o L'Edera o anche Grattacielo Zeppieri è un grattacielo della città di Frosinone in Italia.
È stato per 42 anni il grattacielo più alto del Lazio e del Centro Italia.

## Storia

### Contesto
Frosinone, alla fine degli anni 60, aveva avuto una forte espansione demografica ed edilizia, seppur quest'ultima fosse disordinata per la mancanza di un piano regolatore, la quale fece raddoppiare, rispetto alla seconda guerra mondiale, la popolazione del capoluogo a circa 40 000 unità. L'entrata in gioco in Ciociaria di vari investitori industriali, tra cui la Permaflex, la Motta e poi in seguito la Fiat a Piedimonte San Germano, aiutò a delineare, grazie anche alla Cassa per il mezzogiorno, la nuova arteria industriale della provincia di Frosinone occupando utenza in tutto il territorio. Per il capoluogo quindi, durante il boom economico, la costruzione di nuovi quartieri abitativi era fondamentale per catapultare l'antico insediamento volsco in una vera e moderna città. In particolare, la parte bassa del comune poteva essere oggetto di lavoro sotto questo punto di vista, essendo non costruita ed avendo pochi insediamenti stradali al suo interno.

### Collocazione e progetto
Una delle tante zone da poter espandere, il quartiere De Matthaeis, fu quindi sottoposto a studio come nuovo nodo centrale della parte bassa. Inizialmente si pensò di costruire una chiesa con portico, poi si optò per il progetto del grattacielo. Grazie al supporto della famiglia Zeppieri, venne stilato il progetto dall'ingegner Adriano Cerasi, mentre il progetto delle strutture in cemento armato e la supervisione vennero affidate a Riccardo Morandi. Per la consulenza artistica e gli arredamenti è stato interessato l’architetto Franco Santori e l'impresa di costruzione apparteneva a Cataldo Cataldi e il geometra Enrico De Cesaris.

## Costruzione e dati tecnici
Dopo 3 anni di lavori, venne inaugurato il 18 maggio 1968 da Giulio Andreotti, al tempo Ministro dell'Industria e del Commercio, prendendo il nome dalla compagnia di assicurazioni di Roma L'Edera.
La superficie coperta della struttura è di 4000 metri quadrati sviluppando un'altezza dal suolo di 90 metri su 21 piani. Dispone di un parcheggio di 2700 mq, a quota 24 metri circa, con doppia rampa elicoidale. 

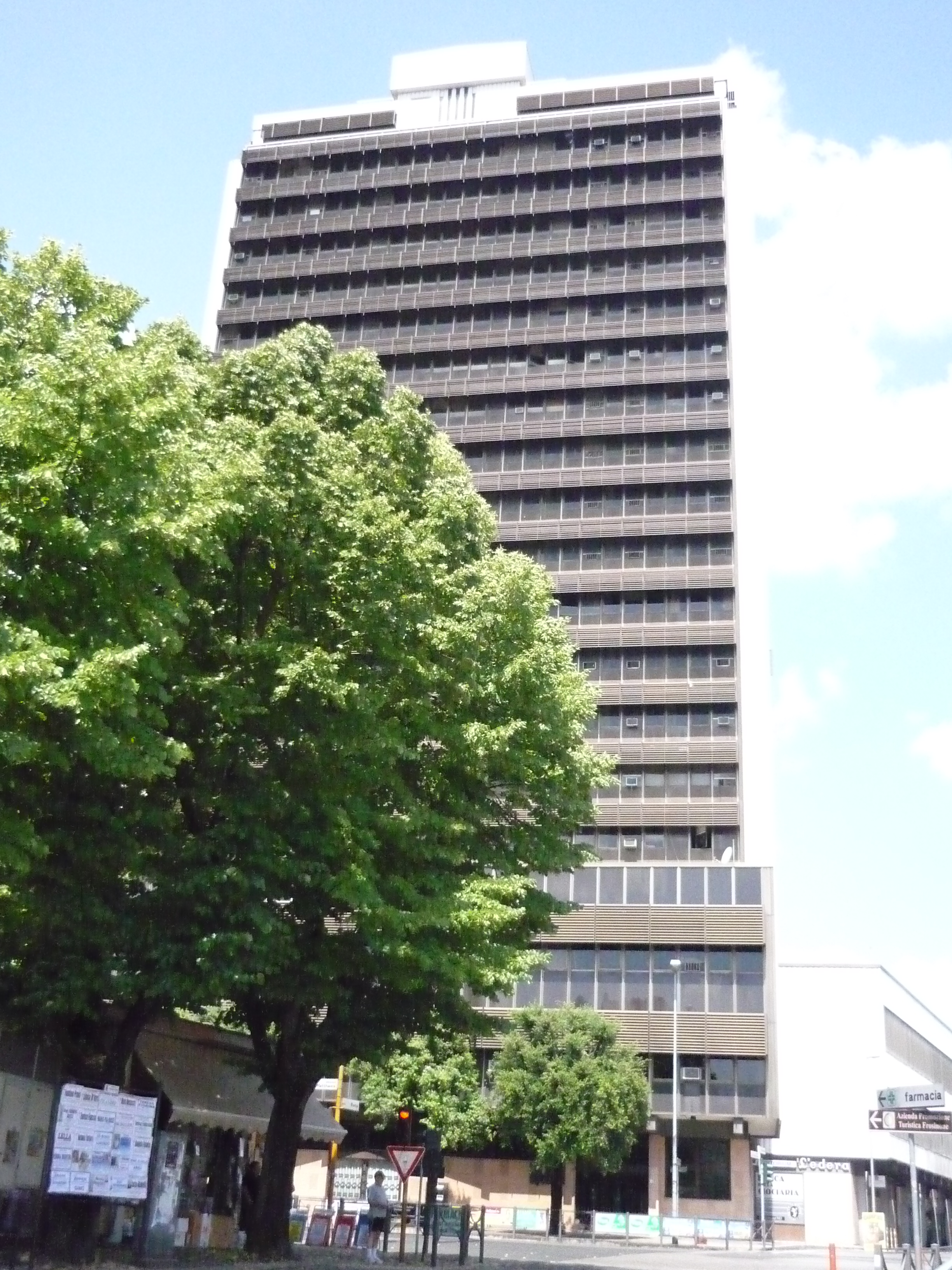
Il Grattacielo Edera nel XXI secolo

La struttura ha avuto all'interno vari uffici bancari, gli studi televisivi di Radio Gari Tv, un cinema-teatro, delle sale di riunione, spazi espositivi, un bar e un ristorante, un roof-garden, drive-in bank e autorimesse. 
Sin da subito venne considerato un edificio all'avanguardia non solo per la città e la provincia di Frosinone ma anche per l'intera regione centro meridionale.
Dopo alcuni aggiornamenti estetici negli anni avvenire, ancora oggi il Grattacielo Edera delinea il centro economico del capoluogo frusinate nonostante la città viva a partire dagli anni duemiladieci una profonda crisi.